# Impressioni irlandesi
(G. K. Chesterton, Impressioni irlandesi, La radice della realtà)
Impressioni irlandesi (Irish Impressions) è un saggio dello scrittore inglese Gilbert Keith Chesterton, pubblicato nel 1919.
Chesterton si recò in Irlanda dopo i fatti sanguinosi della rivolta di Pasqua, nell'autunno del 1918. La ragione principale della sua visita era convincere gli irlandesi a partecipare alla guerra. Si era parlato di coscrizione per gli irlandesi, e Chesterton, con molti altri, vedeva bene quanto questo tentativo sarebbe stato disastroso; così si recò in Irlanda come noto anti-imperialista, a cercare aiuto volontario da parte dei cittadini. Alla fine, i suoi sforzi risultarono superflui perché la guerra era praticamente finita. Mentre si trovava là, scrisse una serie di articoli per il New Witness, e questi articoli vennero poi trasformati nei brevi saggi che costituiscono le Impressioni irlandesi.
Sullo sfondo travagliato della prima guerra mondiale, Chesterton analizza con profonda lucidità i moti e le contraddizioni del complicato rapporto tra Irlanda e Inghilterra, studiando le cause, le ragioni e le debolezze delle posizioni in campo, nelle loro diverse declinazioni: nazionalismo, unionismo, fenianismo, eccetera. Gli scritti di Chesterton non si limitano tuttavia a una mera analisi, ma cercano di muovere, rivelando le reciproche incomprensioni, spunti propositivi per il confronto tra le due nazioni. Come avrebbe poi scritto nella sua Autobiografia, per Chesterton era “di considerevole soddisfazione pensare di aver sempre ritenuto come primo dovere di un vero patriota inglese quello di simpatizzare con l'appassionato patriottismo dell'Irlanda; di averlo espresso nei momenti peggiori della sua tragedia e di non averlo abbandonato nel suo trionfo.”.

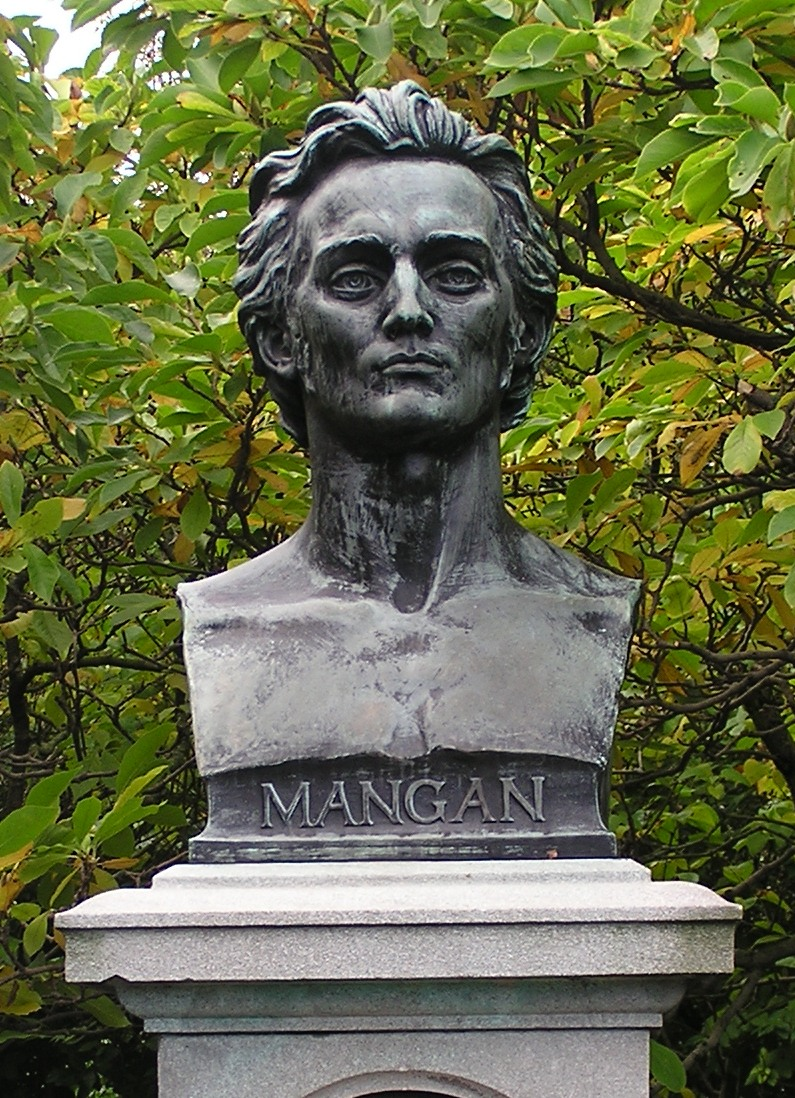
Il busto di James Clarence Mangan in St Stephen's Green, che Chesterton mette a confronto con la statua equestre, posta lì vicino e ora distrutta, di Giorgio II.

L'intellettuale e premio nobel irlandese George Bernard Shaw, nel recensire l'opera, avanzò critiche su una serie di punti, accusando l'autore di eccessivo patriottismo irlandese e di sentimentalismo riguardo a certi aspetti della società ibernica; tuttavia, concluse dicendo: “Il mondo non sarà mai abbastanza grato a Chesterton, e spero che l'Irlanda non sia tra gli ingrati; perché nessun irlandese, vivo o morto, l'ha mai servita con la penna meglio e più fedelmente di lui.”.

## Contenuti
1. Due pietre in una piazza
2. La radice della realtà
3. La famiglia e la faida
4. Il paradosso del laburismo
5. L'inglese in Irlanda
6. L'errore dell'Inghilterra
7. L'errore dell'Irlanda
8. Un esempio e una questione
9. Belfast e il problema religioso

## Edizioni
- G. K. Chesterton, Impressioni irlandesi, introduzione di Gregory Dowling, traduzione di Cristiano Casalini, Milano, Edizioni Medusa, 2013, ISBN 978-88-7698-267-5.